# Turbinicarpus beguinii
La biznaga plateada (Turbinicarpus beguinii) es una especie perteneciente a la familia Cactaceae. Es un cactus con un solo tallo, tiene forma globosa a un poco cilíndrica, de hasta 10 cm de altura y 4.5 cm de diámetro. Las flores son hermafroditas (perfectas), miden hasta 1.8 cm de diámetro, de color magenta, con la orilla de los pétalos un poco más claros. Florece a finales del mes de abril y en el mes de mayo. Los frutos son de color magenta verdoso y miden hasta 1.8 cm de longitud. Es polinizada por insectos alados y hormigas, se dispersa a través de semillas, los medios de dispersión son animales, el viento y el agua. Se reproduce varias veces durante su vida (estrategia de reproducción policárpica).

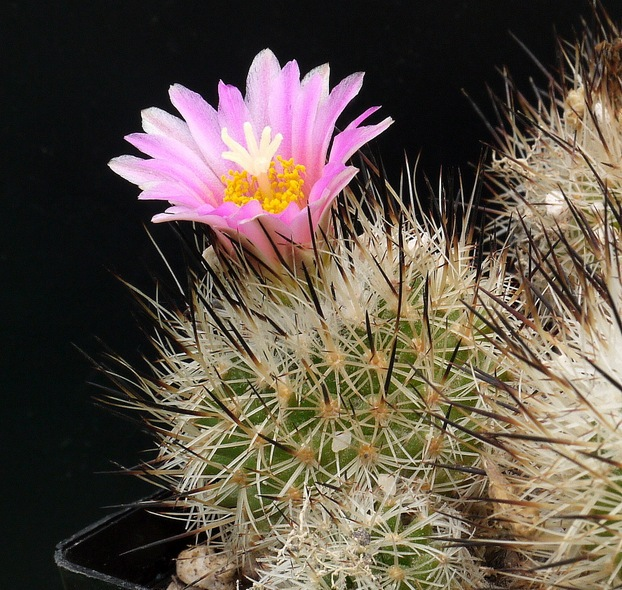
Vista de la planta

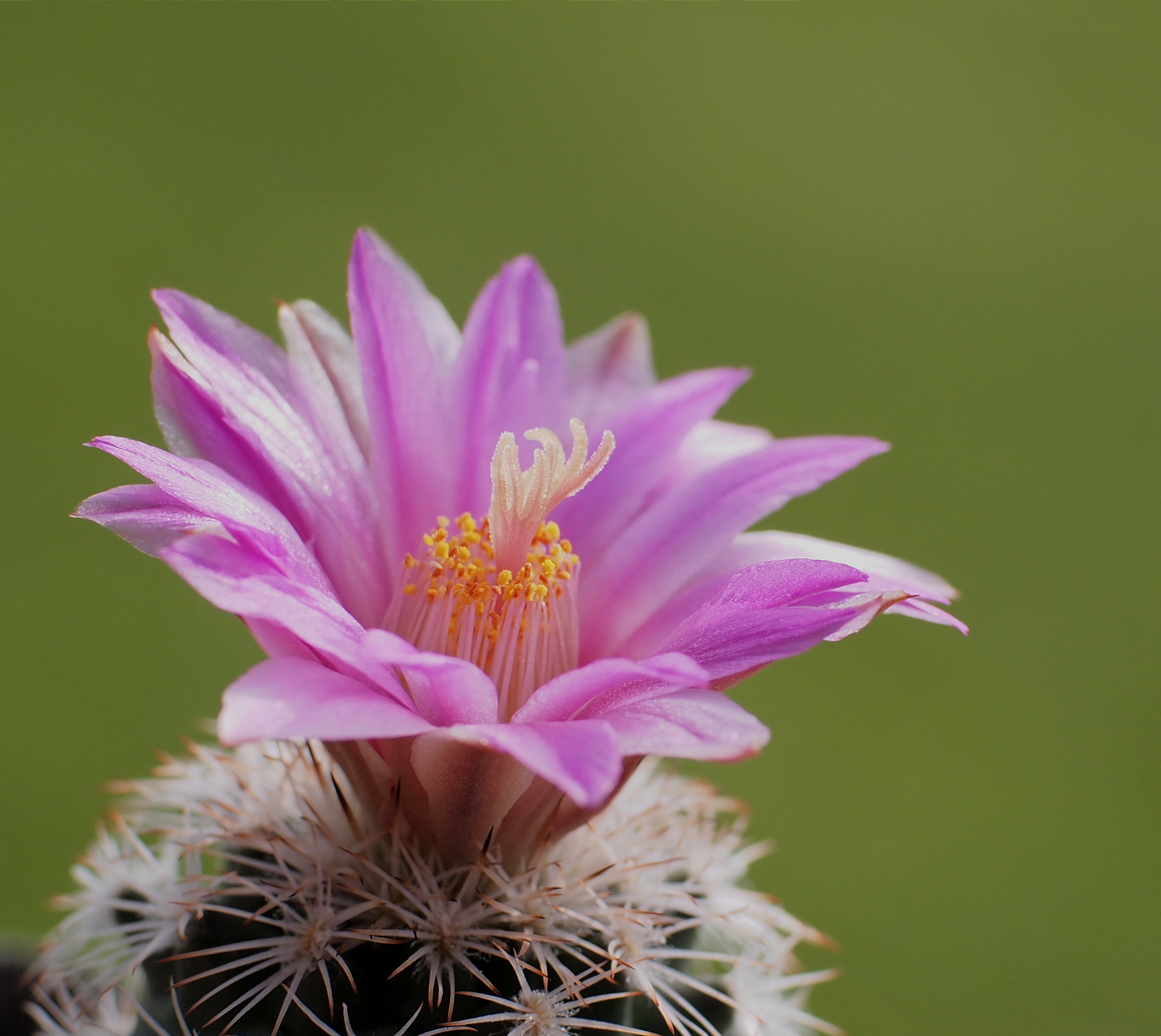
Detalle de la flor

## Clasificación y descripción
Cactus con un solo tallo, de forma globosa o cilíndrica, con raíces fibrosas. El cuerpo, que puede alcanzar una altura de entre 7 a 10 cm de altura y un diámetro de 3 a 4.5, es de color grisáceo a verde azulado, con gran cantidad de lanosidad en la punta. Tubérculos (protuberancias del tallo) cónicos de unos 2 a 3 mm con 2 o 3 espinas centrales, delgadas y rectas, de color blanco a marrón amarillento más oscuras en la punta. Tienen unos 1.2 a 1.5 mm de largo. Posee entre 9 y 27 espinas radiales también rectas, blancas e igualmente más oscuras en la punta, de 4 a 6 mm de longitud. Flores de color rosa-magenta, dispuestas en el ápice, de 1,2 a 1,8 cm de diámetro y de 2.8 a 3.5 cm de longitud, segmentos externos del perianto de color blanco con franja media de color café magenta. Anteras amarillas. Estilo blanco-magenta, de 1.6 a 1.8 cm de longitud. Los frutos, de color magenta verdoso tienen unos 1 a 1.5 cm de largo. Semillas de 1.2 a 1.7 mm de largo por 1 a 1.5 mm de diámetro. Longevidad estimada: 30-40 años.

## Distribución
Esta especie es endémica de México y se distribuye en los estados de San Luis Potosí, Tamaulipas, Zacatecas y Nuevo León. Tiene una abundancia alta en los sitios en los que se encuentra, sin embargo, presenta una alta especificidad de hábitat. La Unión Internacional para la Conservación de la Naturaleza (IUCN) considera que su distribución es amplia. Se distribuye en el estado de Coahuila, en la sierra de Jimulco. En el estado de Nuevo León, en los municipios de Doctor Arroyo  y General Zaragoza. En el estado de San Luis Potosí, en los municipios de Guadalcázar y Villa Hidalgo. En Tamaulipas se localiza en el municipio de Miquihuana. También se localiza en varias áreas naturales protegidas: en la Región Terrestre Prioritaria San Antonio-Peña Nevada (Nuevo León), y en las AICAS Área Natural Sierra Zapaliname (Coahuila), en San Antonio Peña-Nevada, y en el parque nacional Cumbres de Monterrey (Nuevo León).

## Ambiente
Crece en sitios con vegetación de matorral desértico microfilo,  en pastizal halófilo, en zonas arboladas, con la presencia de juníperos y de pinos piñoneros (Pinus spp.), y en matorral desértico rosetófilo. En un rango altitudinal que va de los 1900 a 2100 m s. n. m. En suelos calcáreos, franco arenosos, muy ricos en materia orgánica, muy alcalinos en algunos sitios, y moderadamente alcalinos en otros (pH 8.1 a 8.4). Esta especie es considerada como especialista edáfica y climática, al desarrollarse en sitios con baja temperatura, presencia de niebla y humedad alta. El nodricismo es común en esta especie,

## Estado de conservación
Se estima una población de más de 50.000 ejemplares, por lo que no se la considera en peligro. La especie se encuentra listada en la NOM-059-SEMARNAT-2010 en la categoría Sujeta a Protección Especial (Pr), y en la Unión Internacional para la Conservación de la Naturaleza (UICN) como Preocupación Menor (Least Concern) (LC). La UICN reconoce a tres subespecies, la forma nominal (beguinii), y las subespecies hintoniorum y zaragozae. No se aclara si la evaluación incluye a las tres subespecies. Este género se incluye en el Apéndice I de la CITES. Y al encontrarse en categoría de riesgo, en México su manejo se halla regulado bajo el Código Penal Federal, la Ley General del Equilibrio Ecológico y Protección al Ambiente, y la Ley General de Vida Silvestre.

## Usos
Ornamental

## Taxonomía
Turbinicarpus beguinii fue descrita por (N.P.Taylor) Mosco & Zanov.  y publicado en Bradleya; Yearbook of the British Cactus and Succulent Society 15: 81. 1997.
Etimología
Turbinicarpus: nombre genérico que deriva del latín "turbo" = "vértebras" y del griego "καρπός" (karpos) = "fruta", donde se refiere a la forma de la fruta.
beguinii: epíteto
Variedad aceptada
- Turbinicarpus beguinii subsp. pailanus (Halda & Panar.) U. Guzmán

Sinonimia
- Echinocactus beguinii A.A.Weber ex K.Schum.
- Gymnocactus beguinii (A.A.Weber ex K.Schum.) Backeb.
- Neolloydia beguinii (F.A.C. Weber ex K. Schum.) Britton & Rose
- Neolloydia glassii Doweld
- Neolloydia smithii var. beguinii (F.A.C. Weber ex K. Schum.) Kladiwa & Fittkau
- Thelocactus beguinii N.P. Taylor
- Turbinicarpus beguinii subsp. beguinii
- Turbinicarpus mandragora subsp. beguinii (N.P. Taylor) Lüthy[18]